# Manuel Roxas
Manuel Roxas (ur. 1 stycznia 1892, zm. 15 kwietnia 1948) – filipiński polityk.
Prezes Nacjonalistycznej Partii Filipin i sekretarz Manuela Quezona podczas pełnienia przez niego funkcji prezydenta Wspólnoty Filipin w latach 1938–1941.
W 1941 był adiutantem generała Douglasa MacArthura i został uwięziony przez Japończyków.
Podczas II Republiki Filipińskiej (1943-1946) był ministrem bez teki w rządzie Jose Laurela.
Prezes Senatu między 1945 a 1946, a od 1946 do śmierci był pierwszym prezydentem Trzeciej Republiki Filipin.